# Anything Goes
Anything Goes är en amerikansk musikal med text och musik av Cole Porter. Det ursprungliga librettot skrevs av P.G. Wodehouse och Guy Bolton men det reviderades kraftigt av Howard Lindsay och Russel Crouse. Bolton och Wodehouse krediterades ändå som huvudförfattare vid premiären, och villkoren för arvodet förändrades inte. Musikalen innehåller bland annat de kända sångerna I Get a Kick Out of You, You're the Top och Anything Goes.
Anything Goes hade premiär 1934 på Alvin Theatre på Broadway i New York. År 1953 hade musikalen premiär på Oscarsteatern i Stockholm under titeln Saken är Oscar i regi av Georg Funkquist och med bland andra Ingvar Kjellson och Sten Ardenstam i rollerna.